# Kiskunhalasi kistérség
A Kiskunhalasi kistérség kistérség Bács-Kiskun megyében, központja: Kiskunhalas.

## Települései
| Balotaszállás | Harkakötöny | Kelebia | Kiskunhalas | Kisszállás |
| Kunfehértó    | Pirtó       | Tompa   | Zsana       |            |

## Külső hivatkozások
Kiskunhalasi kistérség hivatalos honlapja